# Savigny-sur-Clairis
Savigny-sur-Clairis ist eine französische Gemeinde mit 451 Einwohnern (Stand 1. Januar 2022) im Département Yonne in der Region Bourgogne-Franche-Comté (vor 2016 Bourgogne). Savigny-sur-Clairis gehört zum Arrondissement Sens und zum Kanton Gâtinais en Bourgogne (bis 2015 Chéroy).

## Geographie
Savigny-sur-Clairis liegt etwa 22 Kilometer südwestlich des Stadtzentrums von Sens. Umgeben wird Savigny-sur-Clairis von den Nachbargemeinden Domats im Norden, Vernoy im Osten und Nordosten, Piffonds im Osten und Südosten, Courtenay im Süden und Südwesten sowie Saint-Hilaire-les-Andrésis im Westen und Südwesten.

## Bevölkerungsentwicklung
| Jahr                       | 1881 | 1962 | 1968 | 1975 | 1982 | 1990 | 1999 | 2006 | 2013 |
| Einwohner                  | 389  | 221  | 212  | 216  | 207  | 236  | 341  | 377  | 404  |
| Quellen: Cassini und INSEE |      |      |      |      |      |      |      |      |      |

## Sehenswürdigkeiten
- Menhir La Pierre-Aigue

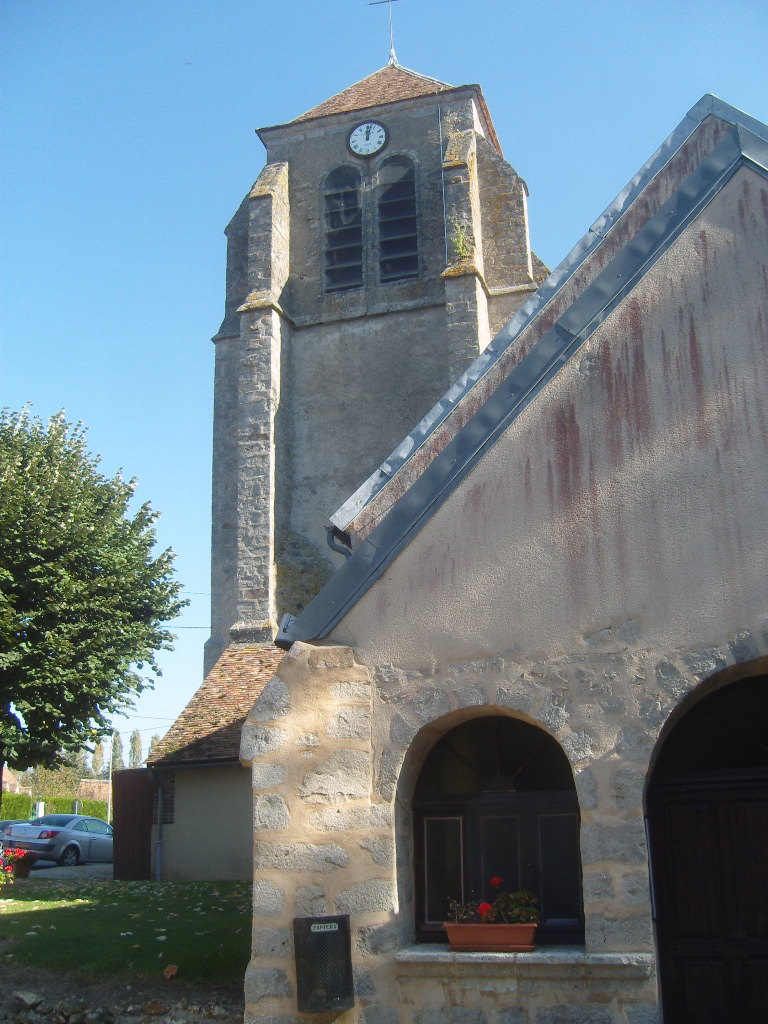
Kirche Saint-Pierre
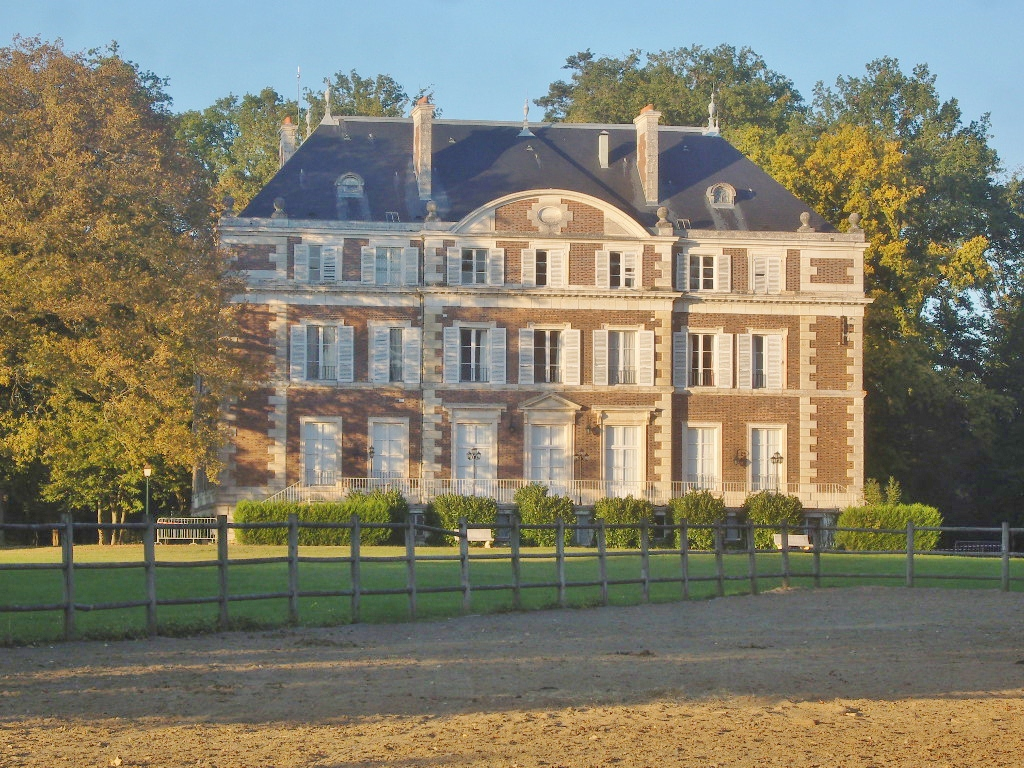
Schloss und Domäne Clairis

- Kirche Saint-Pierre
- Schloss